# Pernice
Pernice este o localitate din comuna Muta, Slovenia, cu o populație de 156 de locuitori.